# Robert de Jouvenel
Robert de Jouvenel, född 21 mars 1882 i Paris, död där 2 juli 1924, var en fransk journalist och författare. Han var bror till Henry de Jouvenel.
Robert de Jouvenel var chefredaktör för tidningen L'Œuvre och gjorde sig känd som skarp polemiker. Han utgav La républicque des camarades (1914), som väckte stor strid, Le journalisme en vingt leçons (1920) och La politique d'aujourd'hui (1926, tillsammans med Alfred de Tarde).